# Passeig de Maragall
El Passeig de Maragall, anomenat anteriorment General Martínez Anido i Carretera Nueva de Horta, és un carrer de Barcelona que es troba als districtes d'Horta-Guinardó, Nou Barris, Sant Andreu i Sant Martí. Actualment té el seu inici al carrer de Còrsega i el seu final al carrer del Tajo. Està dedicat a l'escriptor i poeta Joan Maragall i Gorina (Barcelona, 1860 - 1911), que fou membre fundador de la Secció Filològica de l'Institut d'Estudis Catalans, mestre en Gai Saber i president de l'Ateneu Barcelonès.

## Història
Bona part del passeig té el seu origen en el camí que comunicava Horta amb Barcelona. Es tracta d’un camí d’origen antic, medieval o fins i tot anterior. Alguns trams es van començar a urbanitzar a mitjans del segle xix, com el carrer del Carme (actualment Freser) del barri del Camp de l'Arpa. D'altres -els més propers a Barcelona- ja havien començat a desaparèixer amb la construcció de l'Eixample, a partir de 1861. El darrer tram, poc abans d’arribar a Horta, enllaçava amb la Riera d’Horta, l’actual carrer Cartellà. Es tractava de la part més complicada del camí, ja que la riera s’enfangava o inundava els dies de pluja. 
Tot i això, a finals del segle xix, bona part del camí mantenia encara el seu caràcter rural, sobretot al tram més proper al Guinardó. El feien servir les bugaderes d’Horta, quan anaven o tornaven de Barcelona, amb farcells de roba, bruta o acabada de rentar. Feien el camí a peu o en el carro d’un traginer. També s’hi conservaven les masies com el Mas Viladomat, Can Garcini, Can Girapells, Ca n'Aloi, Can Sabadell o la Torre Llobeta. Moltes encara funcionaven com a masies, mentre que d'altres s’havien convertit en torres d’estiueig (com Can Garcini o Torre Llobeta).
El 1915, l'Ajuntament de Barcelona va decidir batejar el passeig, anomenat llavors Carretera Nova d’Horta, com a homenatge al poeta, que havia mort quatre anys abans.

### El tramvia
La urbanització de l'antic camí va anar de la mà de la construcció de dues línies de tramvia, tot convertint-lo en un passeig amb arbres. Van ser promogudes amb vint anys de diferència per les mateixes famílies, propietàries de grans finques a banda i banda del camí d'Horta, com Alexandre Bacardí, propietari de Can Bacardí, Josep Comas i d'Argemir, propietari de la Torre Llobeta, Montserrat de Casanovas i Pere Fargas, propietaris de Can Fargas, i Francesc Mascaró, propietari de Can Mascaró, al Guinardó. El tramvia havia de fomentar l'arribada d'estiuejants de les classes mitjanes i benestants i afavorir la urbanització d'Horta.  
La primera línia, de la Sagrera a Horta, va sr inaugurar el 5 de juliol del 1883. Sortia d’un baixador anomenat Horta de la línia del tren de Barcelona a Granollers, Vic i Ripoll, inaugurada el 1854, i que passava per l'actual Avinguda Meridiana. Fins a aquell moment, molts dels viatgers havien de fer el trajecte -uns 2 km- entre el baixador i el poble d'Horta a peu o amb tartana. La nova línia de tramvia feia més còmode aquest trajecte i permetia, per tant, la connexió d’Horta amb Barcelona, amb transbord. Per a la nova línia es va urbanitzar una carretera, anomenada carretera Nova de la Sagrera a Horta. El primer tram segueix l'actual de carrer Garcilaso, i en arribar al camí d'Horta, la carretera en seguí el traçat durant uns centenars de metres per a després seguir en paral·lel, quan aquest enllaçava amb la Riera d’Horta. Així va sorgir el primer tram del passeig de Maragall entre els Quinze i Horta. El tram central del camí al seu pas pel Guinardó (entre el Camp de l’Arpa i Els Quinze) no s’urbanitzaria fins a principis del segle xx.  
La urbanització d'aquest tram es va aconseguir amb la construcció d'una altra línia de tramvia, entre la Plaça Urquinaona, i Horta, inaugurada el 20 de juny de l’any 1901 (vegeu tramvia elèctric de Barcelona a Horta). El traçat resseguia el camí en alguns trams i en d'altres es desdoblava, com per exemple, l'actual plaça de Maragall. En aquest punt, l'antic camí d'Horta es convertí en un carrer secundari, l'actual carrer de Garrotxa. D'aquesta manera, s'havia urbanitzat tot el passeig de Maragall, des del Camp de l'Arpa fins a Horta.

### La urbanització del Guinardó, dels Indians i de la Font d’en Fargues
Les noves línies de tramvia va impulsar la urbanització de l'entorn, tal com havien previst els grans propietaris de les finques que les havien promogut. El Guinardó fou un dels barris de Barcelona que més va créixer, en part gràcies al nou tramvia. A la dècada de 1907 a 1916 el Guinardó concentrava el 10% de tots els expedients d’obra nova de la ciutat Hi aniran a viure sobretot menestrals -obrers qualificats o botiguers- a més de persones de classe mitja baixa.
A l’altra banda del passeig s’hi començar a construir l’actual barri dels Indians. El barri va sorgir amb la parcel·lació de la finca de Can Berdura l’any 1903, amb illes de cases rectangulars i carrers estrets, seguint l'orientació de la Carretera Nova -l’actual carrer Garcilaso-. L’any 1913 es comencen a construir les primeres cases. Els noms dels nous carrers es dediquen a ciutats cubanes, com Matanzas, Puerto Príncipe, Pinar del Río, Cienfuegos, L’Havana -actualment Jordi de Sant Jordi- i Campo Florido. La tria d’aquests noms va venir, probablement, per part de l’ajuntament amb una finalitat política com és recordar el passat colonial proper i la pèrdua de Cuba l’any 1898. Aquest fet va acabar nom al barri.
El barri de la Font d'en Fargues va sorgir quan la família propietària va decidir parcel·lar i urbanitzar-ne la finca, poc després que la plaga de la fil·loxera hagués matat la vinya que es cultivava a la finca. Les primeres cases i torres d0estiueig es van començar a construir al passeig a finals del segle xix. El 1917 s'hi construí una promoció d'una cinquantena cases, impulsada per una cooperativa de periodistes.

## Edificis destacats
Al llarg del Passeig de Maragall hi ha alguns espais i edificis d’interès històric, com la Subcentral de Maragall, que es va fer famosa per una apagada al juliol del 2007-, el CAP Maragall, que es troba a l’indret a on hi havia hagut l’antiga Clínica Ginecós -també coneguda com a Clínica Victòria-, la Torre Llobeta, una masia benestant del segle xv i avui centre cívic, el Polígon de la Torre Llobeta, construït entre 1952 i 1955, les Cases Barates, construïdes per obrers per la Caixa d’Estalvis l’any 1918 als Quinze,  o el Passatge Artemis, un conjunt de cases construït l’any 1932 per a la Cooperativa de funcionaris públics de l’Estat, Diputació i Municipi.